# Общежитие Промбанка (Новосибирск)
Общежитие Промбанка — здание в конструктивистском стиле, расположенное в Центральном районе Новосибирска.  Памятник архитектуры регионального значения.

## История
Здание общежития было построено в 1927 году для сотрудников «Промбанка». Архитектор — И. А. Бурлаков.

## Описание
Г-образное трёхэтажное здание находится на углу Красного проспекта и Каинской улицы, главный западный фасад обращён к проспекту, северный — к улице Каинской, с южной стороны к общежитию примыкает жилое здание.
Цоколь и наружные стены сделаны из кирпича, междуэтажные перекрытия и внутриквартирные перегородки — из дерева. Крыша имеет стропильную конструкцию и покрыта железом.
Под зданием находится подвал, построенный с учётом рельефного перепада.
Выполненная в прямоугольной форме угловая лестничная клетка объединяет собой два объёма квартирных секций.
Центр западного фасада выделен ризалитом. На ризалите и северном фасаде, в уровне второго и третьего этажей, расположены прямоугольные гладко оштукатуренные эркеры, контрастирующие с кирпичными стенами общежития.
Входы в выделенные ризалитами лестничные клетки находятся в восточной части здания, со стороны двора.
Всего в здании три жилых секции и 16 одно-, двух-, и трехкомнатных квартир.
Со временем планировка квартир в первом этаже и подвале была искажена торговыми помещениями .